# Liste der Herrscher im 5. Jahrhundert v. Chr.
Übersicht
7. Jahrhundert v. Chr. | 6. Jahrhundert v. Chr. | Liste der Herrscher im 5. Jahrhundert v. Chr. | 4. Jahrhundert v. Chr. 

Weitere Ereignisse
Dies ist eine synchrone Darstellung der Regierungszeiten von frühantiken Herrschern im 5. Jahrhundert vor Christus, visualisiert in Form von gleich skalierten Zeitleisten.

### Allgemeines
In der Zeitleiste symbolisiert eine Lücke von einem Jahr, dass in ungefähr dieser Zeit der Übergang zwischen zwei Herrschern angenommen wird. Ist der Übergangszeitraum genauer bestimmbar, wird dies durch einen dünneren Strich gekennzeichnet. Größere Lücken zwischen zwei Namen bedeuten nicht zwangsläufig, dass es keinen Herrscher gab; sondern kennzeichnen eine Ungewissheit. Wenn keine farbigen Balken angezeigt werden, können die entsprechenden Herrscher nach Stand der Forschung nicht genauer datiert werden. Die Darstellung erhebt keinen Anspruch auf Vollständigkeit.
Grundsätzlicher Hinweis: Die Jahresangaben dieser Liste sind zum Teil nicht genau ermittelbar. Durch neue archäologische Erkenntnisse können sich gelegentlich auch Forschungsstand und geltende Lehrmeinung zur Datierung abrupt ändern. Wenn neuere Erkenntnisse eingepflegt werden, ist die Quelle/Fundstelle anzugeben und auf Gleichzeitigkeiten von Herrschern zu prüfen (diese soll entsprechend archäologischem Befund gewährleistet bleiben). Für die Angaben zu ägyptischen Königen wird die Datierung nach Beckerath (1994) verwendet.